# Olimpijski
Der Sportkomplex Olimpijski (russisch Спортивный комплекс «Олимпийский») war eine Multifunktionshalle in der russischen Hauptstadt Moskau. Sie wurde auch als Moskauer Olympiahalle bezeichnet. Im März 2019 wurde die Halle geschlossen und 2020 abgerissen. 2025 soll der neue Komplex, u. a. mit einer Haupthalle, einem Schwimmzentrum, einem Sport- und Freizeitzentrum und einer kleinen Konzerthalle, eröffnet werden.

## Geschichte

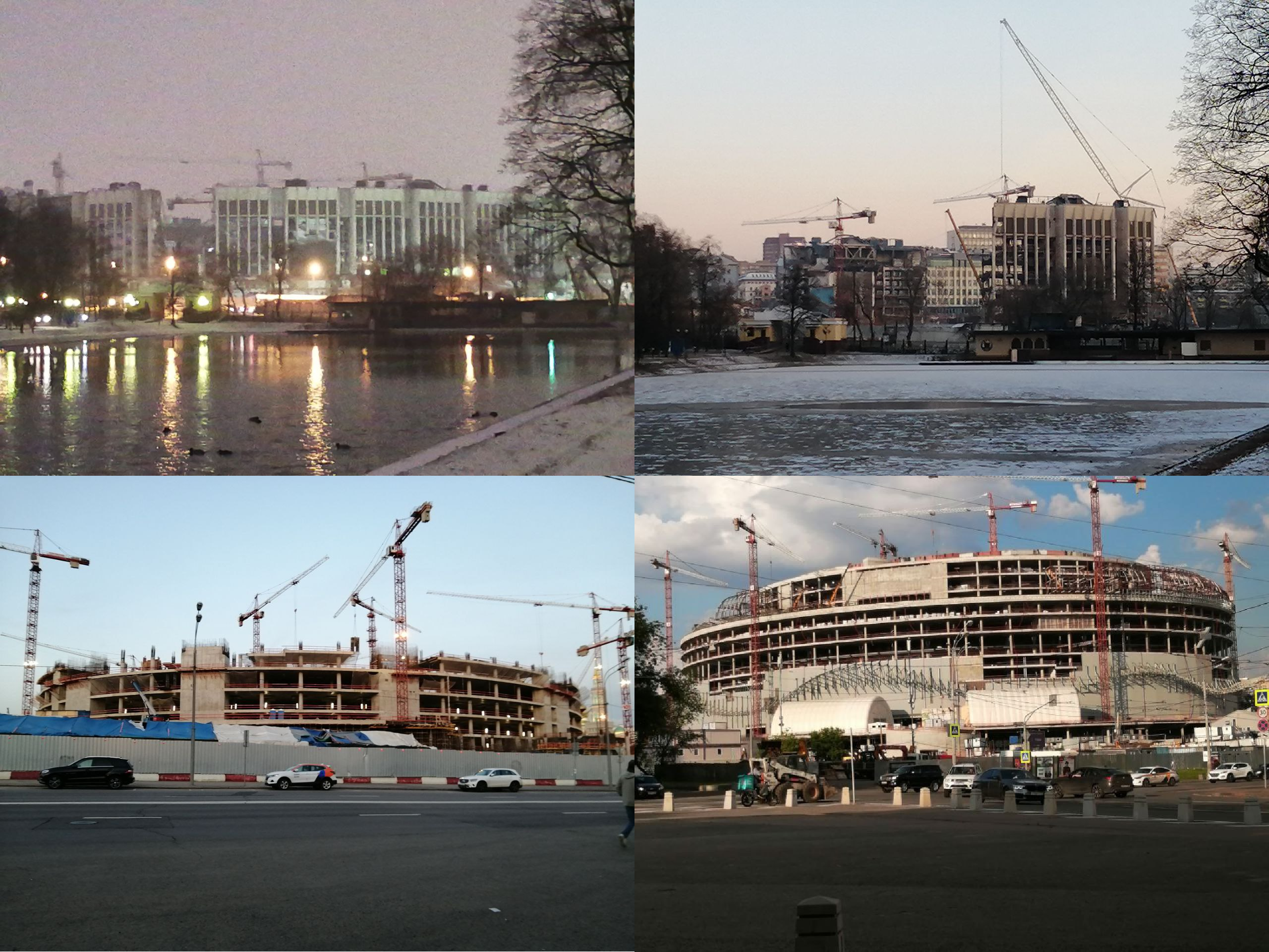
Phasen des Umbaus (November 2020, Dezember 2020, Juni 2021 und Juni 2024, von links oben nach rechts unten)

Der Komplex wurde im Juli 1980 als einer der Hauptaustragungsorte der in Moskau ausgerichteten XXII. Olympischen Sommerspiele nach einer dreijährigen Bauzeit fertiggestellt. Er löste das im Jahre 1905 an seiner Stelle erbaute Stadion Burewestnik ab.
Der Sportkomplex bestand aus zwei Gebäuden. Neben der 33.000 m² großen Hauptarena, die bis zu 224 Meter Durchmesser aufwies und bis zu 80.000 Personen gleichzeitig beherbergen konnte, gehörte das benachbarte Hallenbad dazu, das sowohl für Wassersportwettbewerbe als auch als öffentliches Schwimmbad genutzt wurde. Das Gebäude der Hauptarena beinhaltete wiederum mehrere separate Hallen, die größte von ihnen war die zentrale Sporthalle mit 126 Metern Länge, 90 m Breite und 35.000 Zuschauerplätzen.
Die Gesamtfläche des Komplexes einschließlich der Arena und des Hallenbads belief sich auf knapp 55.000 m². Die beiden Gebäude befanden sich im nördlichen Moskauer Stadtzentrum, unweit der Ausfallstraße Prospekt Mira (zu deutsch „Prospekt des Friedens“, auch bekannt als Fernstraße M 8) und zweier Metrostationen (Prospekt Mira der „orangen Linie“ und des gleichnamigen Umsteigebahnhofs der Ringlinie).
Bei seiner Fertigstellung galt Olimpijski aufgrund seiner Größe sowie der für die damalige Zeit modernsten Technologien, die beim Bau eingesetzt wurden – unter anderem die 5 mm dicke Dachhülle aus Stahl – als Meisterwerk der sowjetischen Architektur. Bis 2020 galt die Hauptarena des Olimpijski als größte Hallensportarena in Europa. Der Sportkomplex Olimpijski einschließlich des Hallenbades wurde als multifunktionale Sportstätte konzipiert und konnte daher Wettbewerbe in 22 olympischen Sportarten ausrichten.

## Veranstaltungen

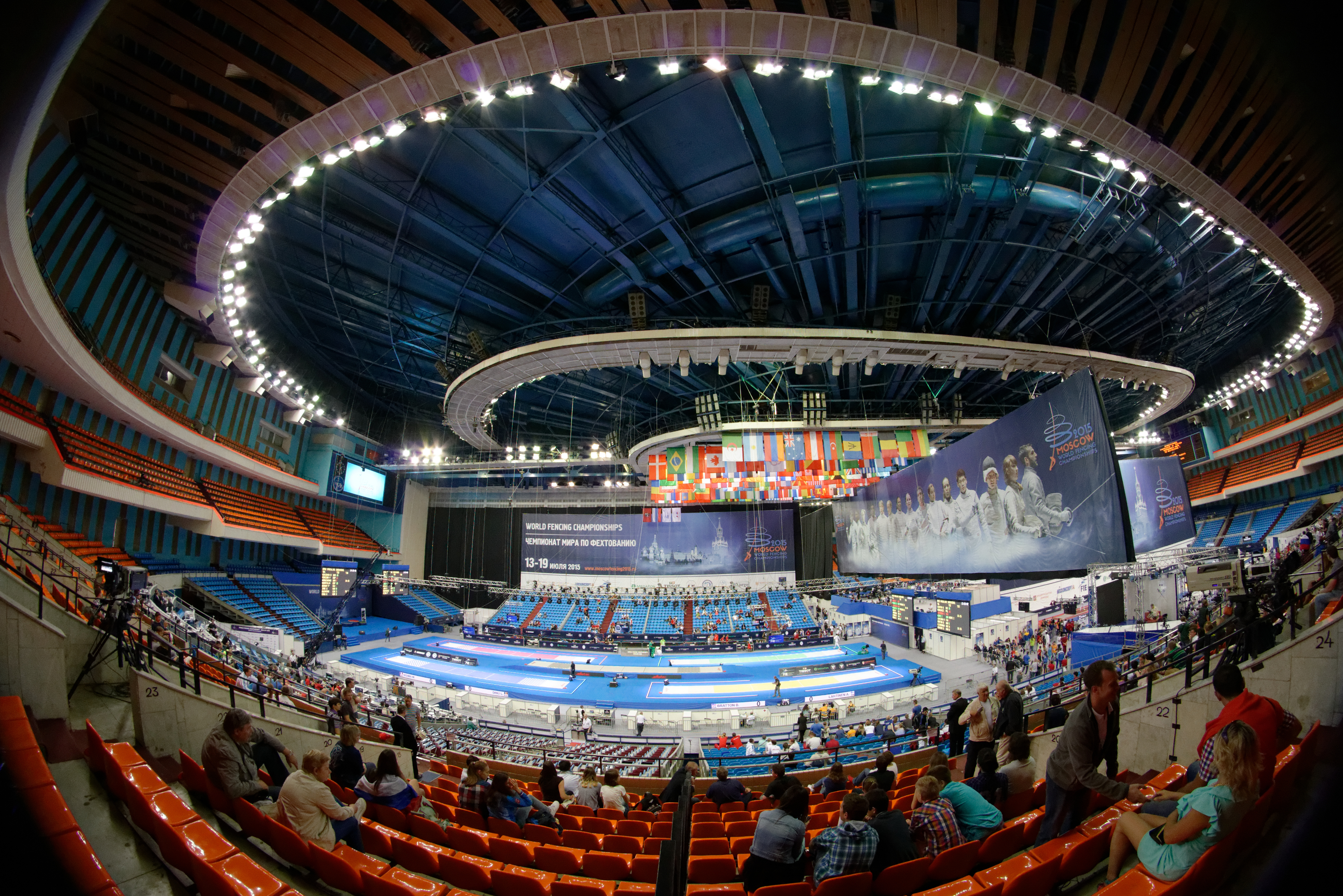
Die Olympiahalle während der Fechtweltmeisterschaften 2015

Bei den Olympischen Sommerspielen 1980 fanden die Wettbewerbe im Basketball, Boxen, Schwimmen und Wasserspringen statt.
Von 1989 bis 2018, mit einer Unterbrechung zwischen 1991 und 1993, fand ein WTA-Damen-Tennisturnier im Olimpijski statt. Die Herren folgten 1990 bis 2018 mit ihrem ATP-Tennisturnier Kremlin Cup. Zwischen 1994 und 2010 war der Sportkomplex elf Mal Ausrichtungsort des GUS-Pokal für Fußball-Vereinsmannschaften. Am 8. September 2012 absolvierte Vitali Klitschko gegen Manuel Charr in der Moskauer Olympiahalle seinen letzten Profi-Boxkampf. Des Weiteren war das Olimpijski in den Jahren Veranstaltungsort für Welt- und Europameisterschaften verschiedener Sportarten.
Zusätzlich wurde die Arena auch für nicht sportliche Großveranstaltungen genutzt, darunter für Konzerte sowie eine Buchmesse. So veröffentlichte beispielsweise die Band Asia unter dem Titel Asia live in MOCKBA Aufnahmen von Konzerten vom 17. und 18. November 1990. Als die bedeutendste nicht sportliche Veranstaltung im Olimpijski-Komplex wurde dort vom 12. bis 16. Mai 2009 der Eurovision Song Contest ausgetragen.

### Konzerte
Eine Auswahl der Künstler und Bands, die in den letzten Jahren im Olimpijski ein Konzert gaben.
- 2007: Ozzy Osbourne, Linkin Park, George Michael, Aerosmith, Tokio Hotel, Beyoncé
- 2008: KISS, Kylie Minogue, Iron Maiden, Deep Purple, Slipknot, The Offspring, Queen + Paul Rodgers
- 2009: Mylène Farmer, Britney Spears, Elton John, a-ha
- 2010: Depeche Mode, Rammstein, Metallica, Guns N’ Roses, Limp Bizkit
- 2011: Iron Maiden, Slayer, Megadeth, Enrique Iglesias, Roger Waters, Muse, Shakira, Scorpions, System of a Down, Slipknot, Britney Spears, DDT, Paul McCartney
- 2012: Rammstein, Sting, Madonna, Placebo, Nickelback, Deep Purple, Lady Gaga, Marilyn Manson
- 2013: Justin Bieber, Green Day, Iron Maiden, Mylène Farmer
- 2014: Depeche Mode, 30 Seconds to Mars, Justin Timberlake, Aerosmith, Black Sabbath, Linkin Park